# Qi dao
Qi dao is een Tibetaanse vechtkunst en meditatietechniek, vergelijkbaar met de stijlen tai chi en de sjamaanse qi gong.  Bij qi dao ligt de nadruk op het ontwikkelen van een harmonische ontwikkeling van bewegingen.
Bij qi dao wordt bij alle zes takken van qi gong gebruikgemaakt van het sjamaanse systeem van vier elementen in plaats van de vijf elementen uit het Chinese  systeem. Qi dao legt de nadruk op het meegaan op de stroom van energie (qi) in plaats van het ontwikkelen van qi. Een groot verschil van qi dao met qi gong of trul khor is het ontbreken van vaste vormen die uitgevoerd zouden moeten worden. Daarnaast worden er geen poses vastgehouden gedurende een bepaalde tijd.